# Tejpování

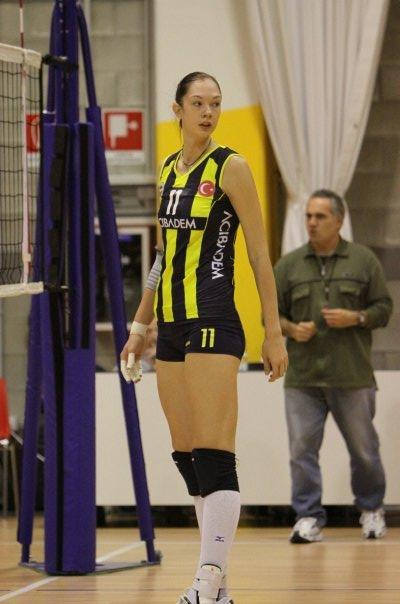
Sportovní tejpování

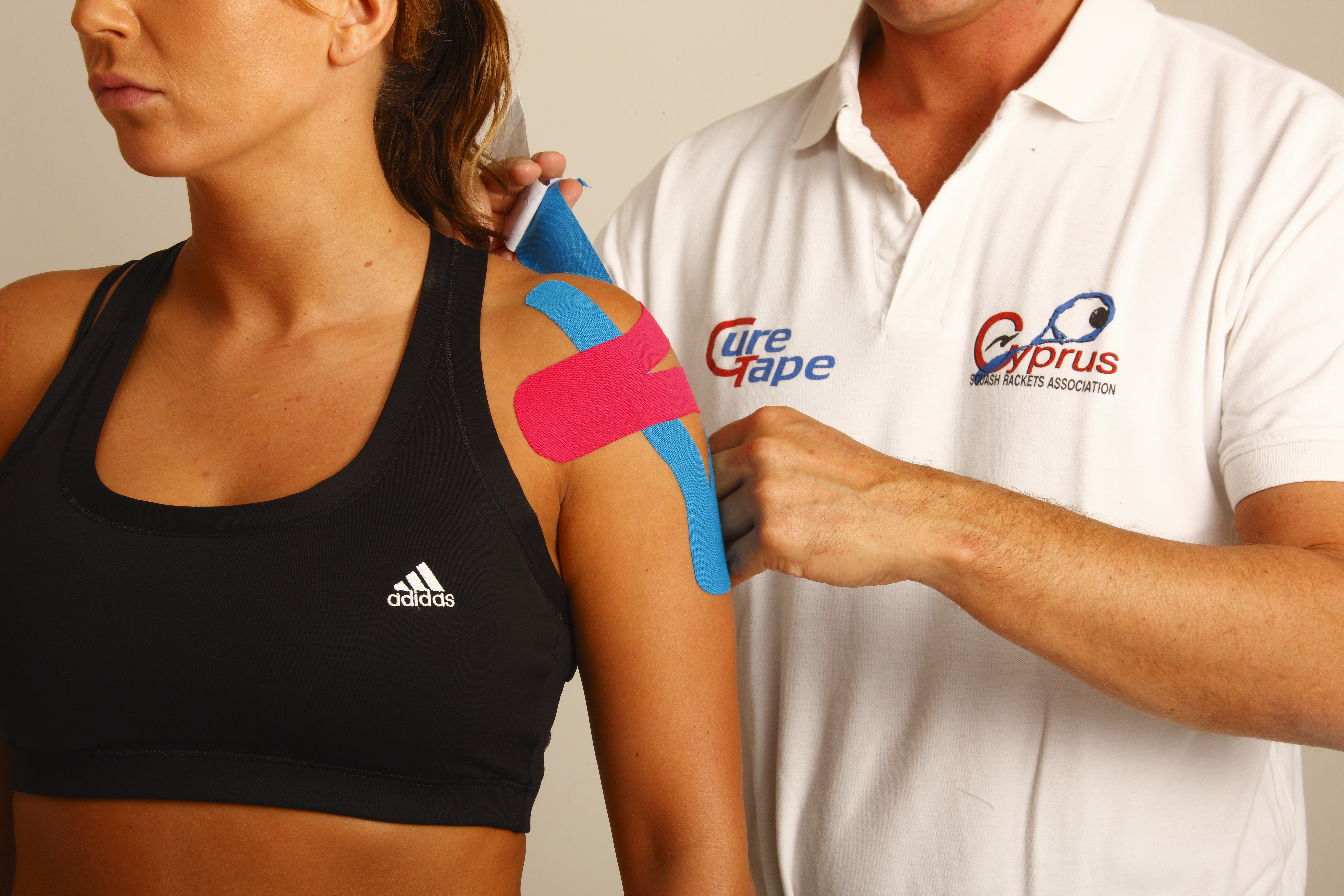
Kinesiologické tejpování

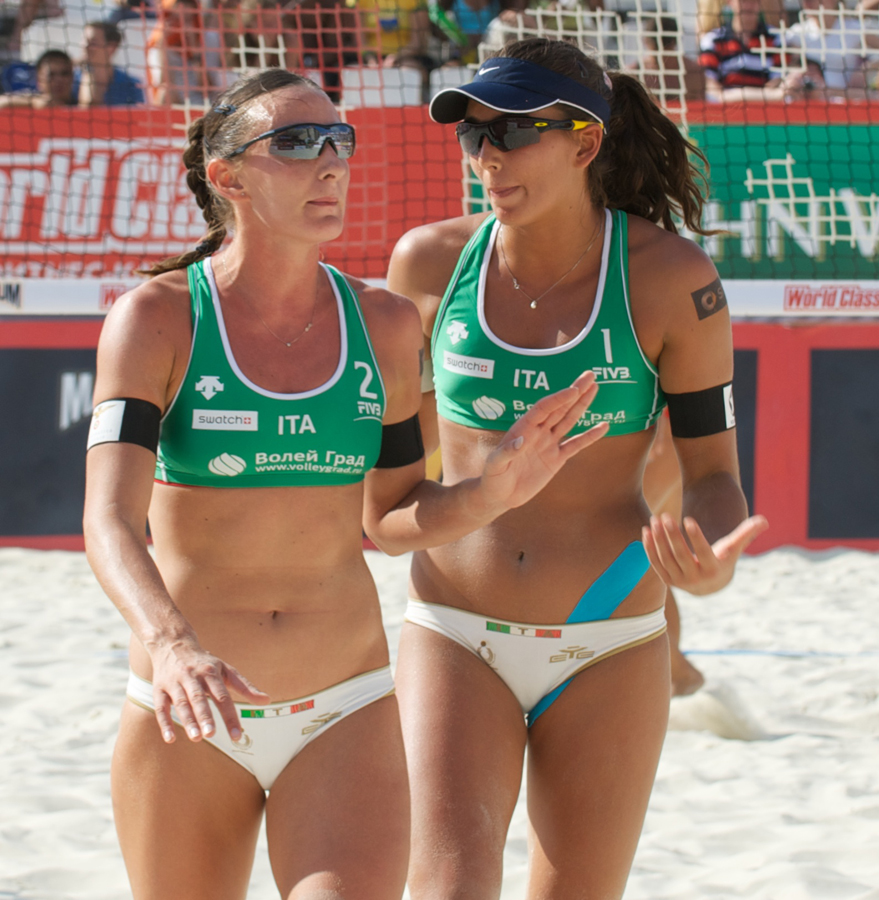
Kinesiologické tejpování

Pevné (rigidní, atletické, fixační) tejpovací pásky slouží k fixaci kloubů. Jedná se o formu ortézy vytvořené uživateli na míru a bandáž, která nepřekáží např. sportovní výstroji. Tyto pevné pásky se používají i na malé klouby prstů ruky pro prevenci možného úrazu.
Pružné pásky pro tzv. kinesiologické tejpování mají sloužit jako fyzioterapeutická metoda vyplývající z poznatků kineziologie, a kterou lze ovlivnit činnost svalů. Existují také korekční techniky k ovlivnění vazů, šlach, fascií a lymfatického systému. Takové tejpování lze podle jeho proponentů využít i pro korekci jizev či pro úlevu od bolesti. 
Zvláštní formou kinesiologického tejpování je aplikace křížových nebo mřížkových tejpů (CrossLinks). Tato metoda má umožňovat přesně cílené ošetření akupunkturních bodů.
V současnosti výraz "tejpování" nejčastěji znamená kinesiologickou metodu.
Nicméně, různé lékařské a vědecké komunity hodnotily přínosy kinesiologického tejpování a nenalezly žádné přesvědčivé důkazy o tom, že poskytuje prokazatelný účinek nad rámec placeba. Proto prohlašují tuto léčbu za pseudovědu či za spekulativní.

## Historie
Tejpování je známé od 60. let 20. století, kdy se používaly pevné fixační pásky, které měly podpořit svaly a klouby při sportovní činnosti. Metodu kinesiologického tejpování představil roku 1979 japonský chiropraktik dr. Kenzo Kase (doktor chiropraxe využívající i akupunkturu a moxování), a který vyvinul pružné pásky, jež jsou známé jako Kinesio Tex Tape. První velkou sportovní akcí, při níž bylo tejpování prováděno, byly Letní olympijské hry v jihokorejském Soulu v roce 1988.  Do povědomí širší veřejností tejpování vstoupilo ještě více po Letních olympijských hrách v Athénách v roce 2004. Tejpy byly dále zaslány zdarma i do 58 zemí k použití během olympijských her roku 2008, což znamenalo jejich další zviditelnění.
V České republice patří mezi propagátory tejpování např. Clara-Marie Helena Lewitová (Hermachová) a její tzv. funkční taping a dále např. autoři knihy Terapeutické využití kinesio tapu – Jitka Kobrová a Robert Válka.

## Výzkum účinků
V žurnálu Sports Medicine vyšlo srovnání deseti různých studií účinnosti tejpování na prevenci a léčbu sportovních zranění. Nebyly však nalezeny žádné klinicky podstatné důkazy pro odstraňování bolesti. Několik výsledků vztahujících se k síle sportovců bylo však pozitivních: páska měla mírný účinek na svalovou činnost, nelze ale jasně stanovit, zda pozitivní, či negativní.
Journal of Orthopedic & Sports Physical Therapy zveřejnil studii, která ale podporu svalové činnosti vyloučila.
Roger Kerry, profesor fyzioterapie a rehabilitace z Nottinghamské univerzity přiznává páskám psychologický efekt, ale dodává, že „na světě neexistuje páska, která by zcela nahradila řádnou a důkladnou rehabilitaci. I podle fyzioterapeutky Jany Šimonkové se tejping většinou používá jako doplněk celkové rehabilitace a sám o sobě daný problém neřeší.
Podle metaanalýzy z roku 2015 páska poskytuje více úlevy od bolesti než léčba žádná, ale její účinnost nebyla vyšší než jiné zvolené přístupy u pacientů s chronickými myoskeletálními bolestmi. Podle studie vědců z Western Sydney University neměla kineziologická páska žádný příznivý vliv na výkony dolních končetin nebo na sílu svalů u zdravých dospělých, bez ohledu na barvu použité pásky.

## Vlastnosti pásky a její aplikace
Kinesiologický tejp je elastická páska schopna natažení a smrštění a která by se svými vlastnostmi měla co nejvíce podobat lidské kůži. Tejpovací páska by měla být z bavlny a měla by rovněž obsahovat elastická polyuretanová vlákna. Stupeň natažení by měl být podobný kůži (140–160 % své původní délky v podélném směru – nesmí dojít k poškození vláken). Takto natažený by měl tejp vydržet na kůži nejméně 3 dny. Tejp je voděodolný a uživatel se s ním může sprchovat nebo s ním plavat. Páska drží na kůži pomocí lepidla, které by mělo být ze stoprocentní lékařské pryskyřice (eliminuje riziko alergií). Alergie na lepidlo nejsou příliš časté, ale při podezření, že by se alergie mohla objevit, je vhodné vykonat test kožní senzitivity (nalepení malého kousku tejpu na vnitřní stranu předloktí nebo na břišní stěnu a vyčkání 24 hodin na kožní reakci).
Páska se musí aplikovat na čistou, odmaštěnou, oholenou a suchou pokožku. Lepí se vždy na protažený pohybový segment (například koleno, ruku apod.), čímž dochází k napínání měkkých tkání a kůže. Po navrácení pohybového segmentu do původní polohy se smrští i tejp a lze pozorovat jeho “zvrásnění". Toto zvrásnění působí nadzvednutí kůže, podkoží a vazivového obalu svalu, což má zvětšit prostor mezi těmito vrstvami a svalem. Zvětšením tohoto prostoru se údajně docílí snížení tlaku lymfatické a krevní cirkulace, dále řady jiných elektrochemických změn a snížení tlaku na receptory. V důsledku toho má uživatel pociťovat citelné snížení bolesti.

## Výhody a nevýhody
Podle proponentů má tejpování snižovat otoky, zmírňovat či zcela odstraňovat bolest, podporovat hojení, stabilizovat klouby, podporovat vazy a svaly, řešit lymfedém, akutní jizvy a mnoho dalšího.
Nesprávné tejpování může vést k tvorbě puchýřků na pokožce či jiným poraněním. Při nesprávné aplikaci se tuhost pásky může snižovat. Nevýhodou může být konečně i cena pásků.

## Indikace a kontraindikace
Podle proponentů je tejpování vhodné u:
skolióz, neuralgie, vertebrogenního algického syndromu, entezopatie, bursitidy, periferní i centrální parézy, úžinových syndromů, kontuzí, distorzí, kloubní instability, u deformit nohy a prstců atd.

Nevhodnou metodou má tejpování být např. u:
bradavic, hnisavých kožních projevů, maligního melanomu kůže, otevřených ran, dermatitidy, ekzémových onemocnění, akutní trombózy, elefantiázy, horečnatých stavů atd.

## Možná místa aplikace
- Hlava – lícní nerv
- Krk a krční páteř – kývač, trapézový sval, krční svaly, napřimovače krční páteře, bolestivý krk a ramena
- Ramena – nadhřebenový sval, deltový sval, podhřebenový sval, stabilizace ramenního kloubu
- Ruce – zdvihač lopatky, malý prsní sval, velký prsní sval, dvouhlavý sval pažní, trojhlavý sval pažní, syndrom karpálního tunelu, tenisový loket, lymfatický tejp horní končetiny
- Záda – široký sval zádový, rombické svaly skupiny zad, čtyřhranný sval bederní, bolest v bederní části páteře a v kříži, bolest křížokyčelního kloubu, vzpřimovač trupu
- Břicho – přední pilovitý sval, zevní šikmý sval břišní, bránice, přímý sval břišní, příčný sval břišní
- Předloktí – natahovače předloktí, ohýbače předloktí
- Kyčle a hýždě – velký sval hýžďový, malý sval hýžďový, hruškovitý sval, svaly v oblasti pánve a bederní páteře
- Stehna – velký přitahovač, přímý sval stehenní, přetížení stehenní povázky, třísla, bolest stehna a podkolenní jamky, úpon čtyřhlavého svalu stehenního
- Kolena – nestabilita kolene side-to-side, vybočení čéšky ke straně, bolest stehna a podkolenní jamky, onemocnění úponů čtyřhlavého svalu stehenního
- Lýtka – trojhlavý sval lýtkový, sval na přední straně bérce, obrna společného nervu
- Chodidla a kotníky – podélné plochonoží, příčné plochonoží a vbočený palec, bolest Achillovy šlachy, lymfatický tejp kotníku, stabilizace kotníku